# Char léger

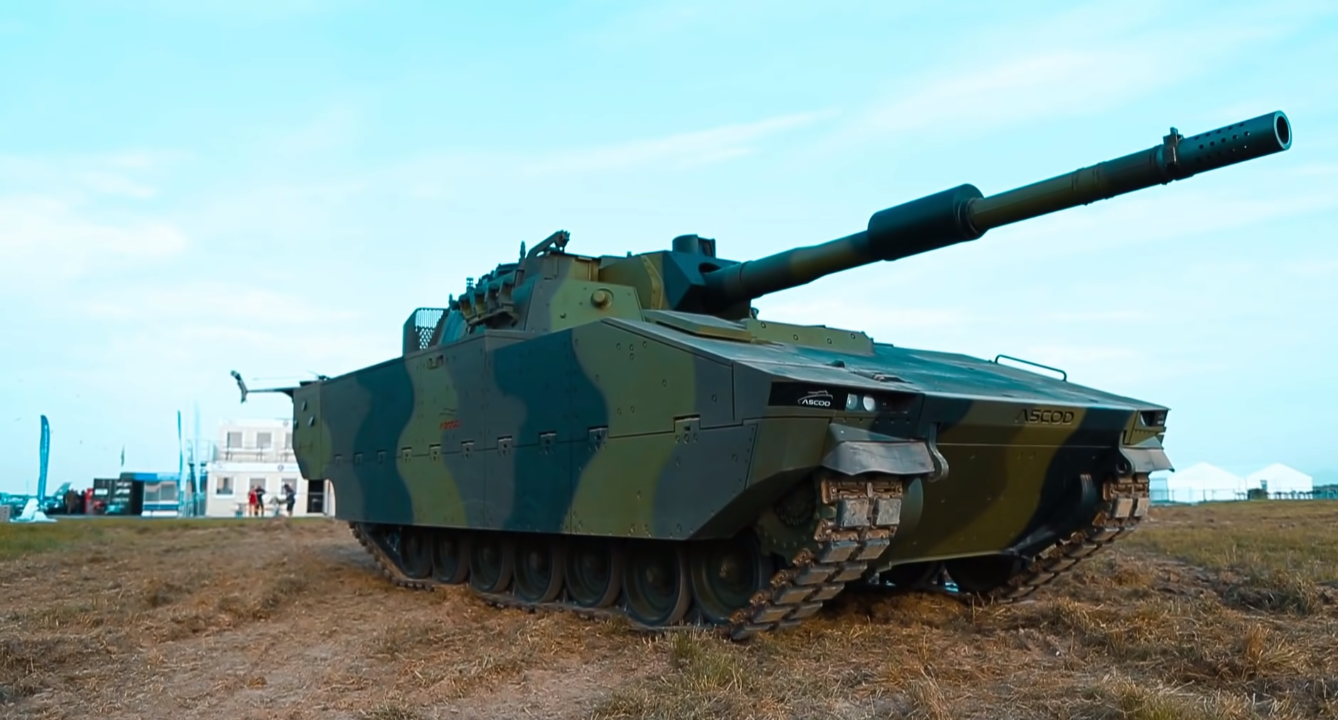
Char léger de construction récente ASCOD

Le char léger est un type de char d'assaut. Il regroupe l'ensemble des chars en dessous d'une certaine masse, variable selon le pays constructeur et selon les époques. 
Char de faible tonnage, aux dimensions réduites mettant l'accent sur la mobilité au détriment du blindage. Son faible coût et sa masse réduite facilitent son emploi opérationnel. Exemple : Hotchkiss H35, M3 Stuart, AMX-13, PT-76, M551 Sheridan, Type 15.
Il se définit par opposition aux autres types de chars (char moyen, char lourd, char super-lourd) et par le rôle qui lui est attribué.

## Historique

### Genèse
Après l'apparition du char d'assaut moderne lors de la Première Guerre mondiale, les ingénieurs militaires explorent pendant l'entre-deux-guerres les différentes possibilités de ce type nouveau. Le char léger apparaît comme un type plus léger que les chars moyens et lourds.

### Évolution durant la Seconde Guerre mondiale
Au début de la Seconde Guerre mondiale, le char léger constitue la majeure partie des forces blindées engagées par les belligérants. L'Allemagne confie notamment à ses grandes unités blindées, principalement composées de Panzer I et II, l'application de sa tactique de la Blitzkrieg. Mais avec l'amélioration des moyens antichars, le type du char léger conçu durant l'entre-deux-guerres devient rapidement trop vulnérable. On leur confie donc dès lors des missions de surveillance, de police ou de lutte contre les partisans.

### Pendant la Guerre froide
Durant cette période jusqu'à nos jours, la principale utilité du char léger est de pouvoir être aérotransportable et aérolargable. Le char léger occidental le plus prolifique est l'AMX-13 français. Il est produit à 7 700 exemplaires (dont 3 400 exportés dans 35 pays) entre 1953 et 1985.
Les États-Unis développent à partir de 1956 le M551 Sheridan destiné à être aéroporté. Il est construit entre 1966 et 1970. Il était envisagé à partir des années 1980 de le remplacer par une nouvelle génération. Le M8 Armored Gun System entre autres est essayé dans les années 1990, celui-ci est abandonné avec l'adoption du blindé à roues Stryker Mobile Gun System dans les années 2000. En 2017, un nouvel appel d'offres a lieu pour fournir 504 chars légers à l'armée américaine à partir de 2025.
Le FV-101 Scorpion britannique entré en service en 1973 est l'un des derniers exemples de chars légers construit en Occident et entré en service en nombre.

### De nos jours
On trouve de nos jours en char léger principalement des chassis de véhicule de combat d'infanterie avec une tourelle et un canon de char tels que le CV90 ou l'ASCOD 42.

## Caractéristiques
Le type du char léger de l'entre-deux-guerres se définit autour de trois caractéristiques principales :
- Sa masse ; le char léger pèse généralement moins de dix tonnes ;
- Son blindage ; d'une épaisseur faible (de l'ordre de 10 mm), il protège le char du tir des armes légères et des mitrailleuses ;
- Sa vitesse ; du fait de sa masse relativement faible, adjointe à une motorisation adaptée, il est alors possible pour les chars de ce type d'atteindre les 40 km/h, avec un rayon d'action important.

L'ensemble de ces caractéristiques font de lui un char rapide mais vulnérable. Il est le plus souvent utilisé pour des missions de reconnaissance ou de poursuite, missions qui étaient auparavant confiées à la cavalerie légère.

## Exemples

### Allemands
- Panzer I et Panzer II (remplacés dès la fin de 1942 par les chars moyens Panzer III et Panzer IV)

### Américains
- M2

- M3 Stuart
- M24 Chaffee
- M551 Sheridan : char léger développé à partir de 1956 pour l'United States Army

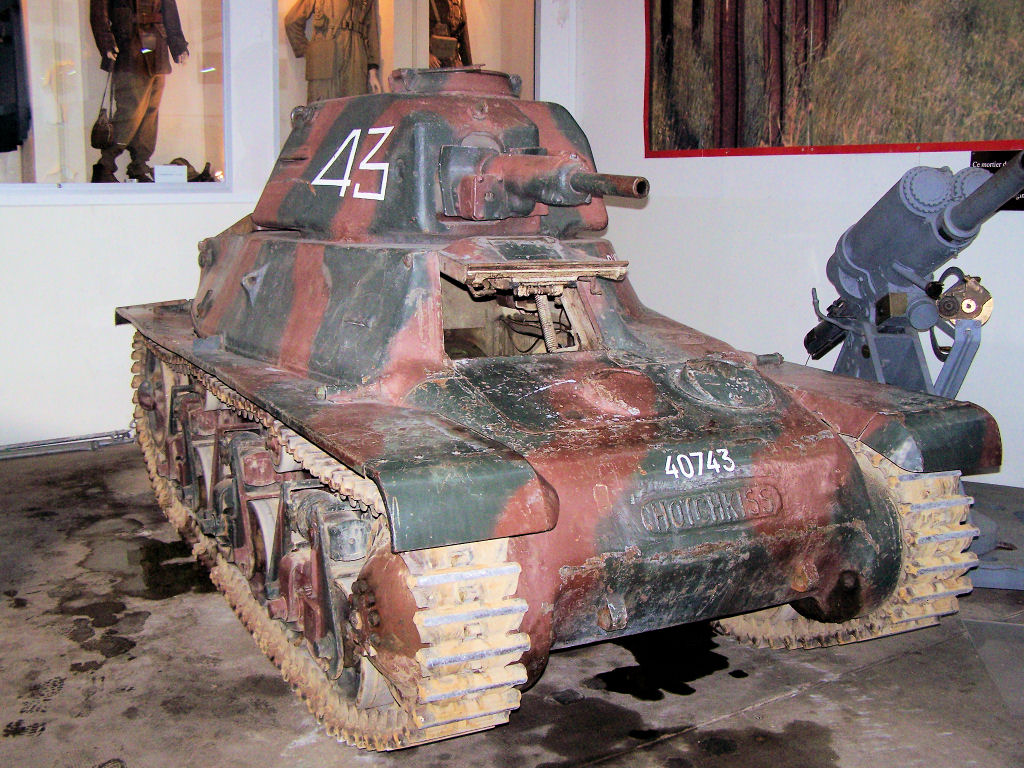
Hotchkiss H39.

### Chinois
- Type 15 : char léger chinois de troisième génération utilisé depuis 2015

### Français
- Hotchkiss H35, H38 & H39 : chars légers français utilisés durant la Seconde Guerre mondiale.
- AMX-13 : char léger français produit à 7 700 exemplaires entre 1953 et 1985.

### Russes
- T-37

- T-38
- T-60
- T-70/T-80
- PT-76 : char léger amphibie soviétique entré en service en 1952

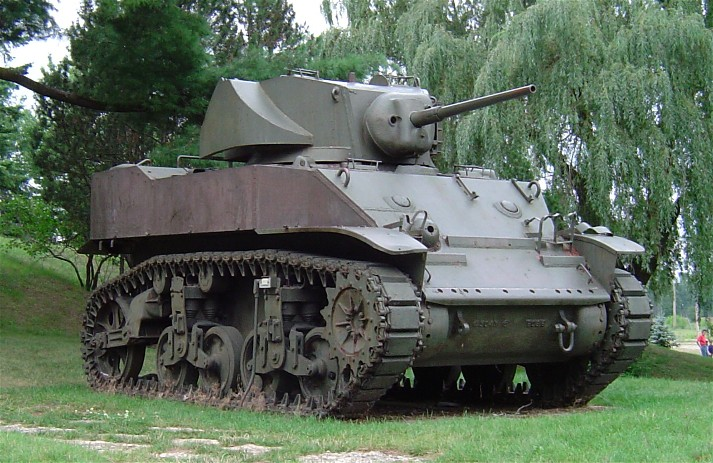
M3 Stuart
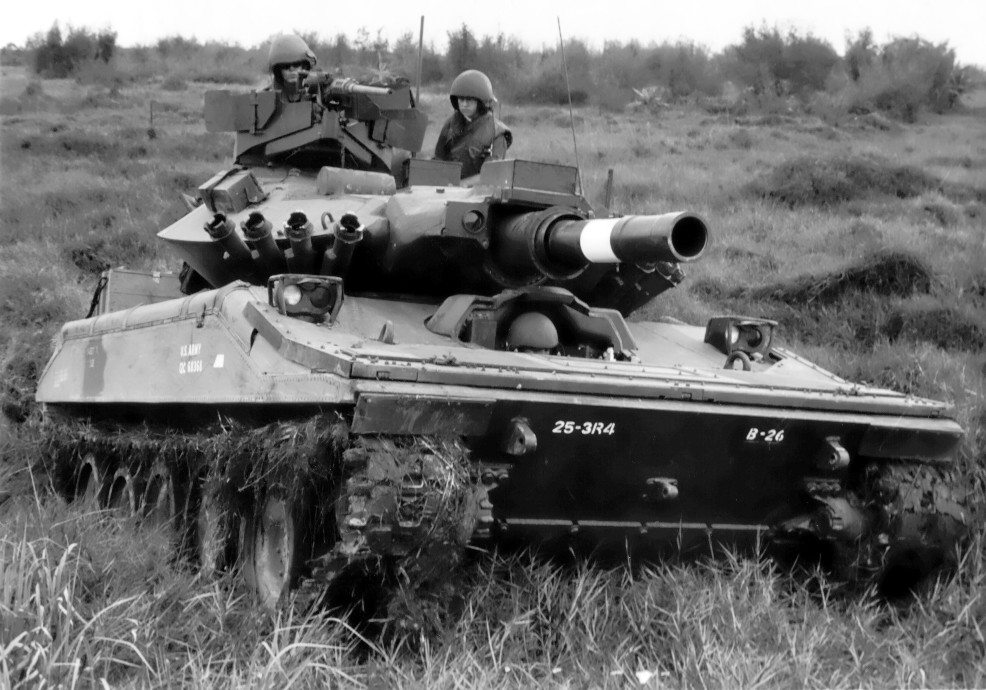
M551 Sheridan
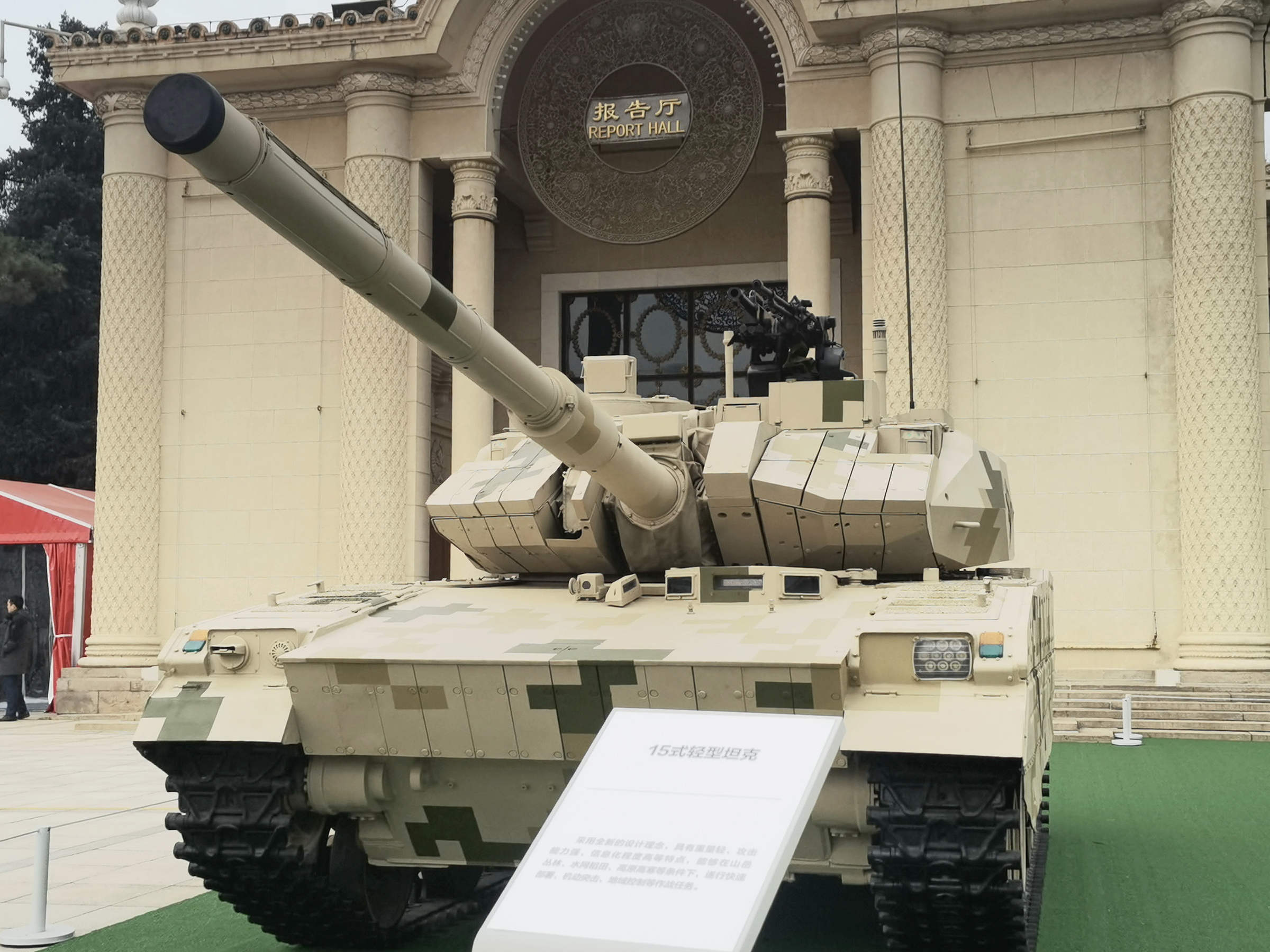
Type 15
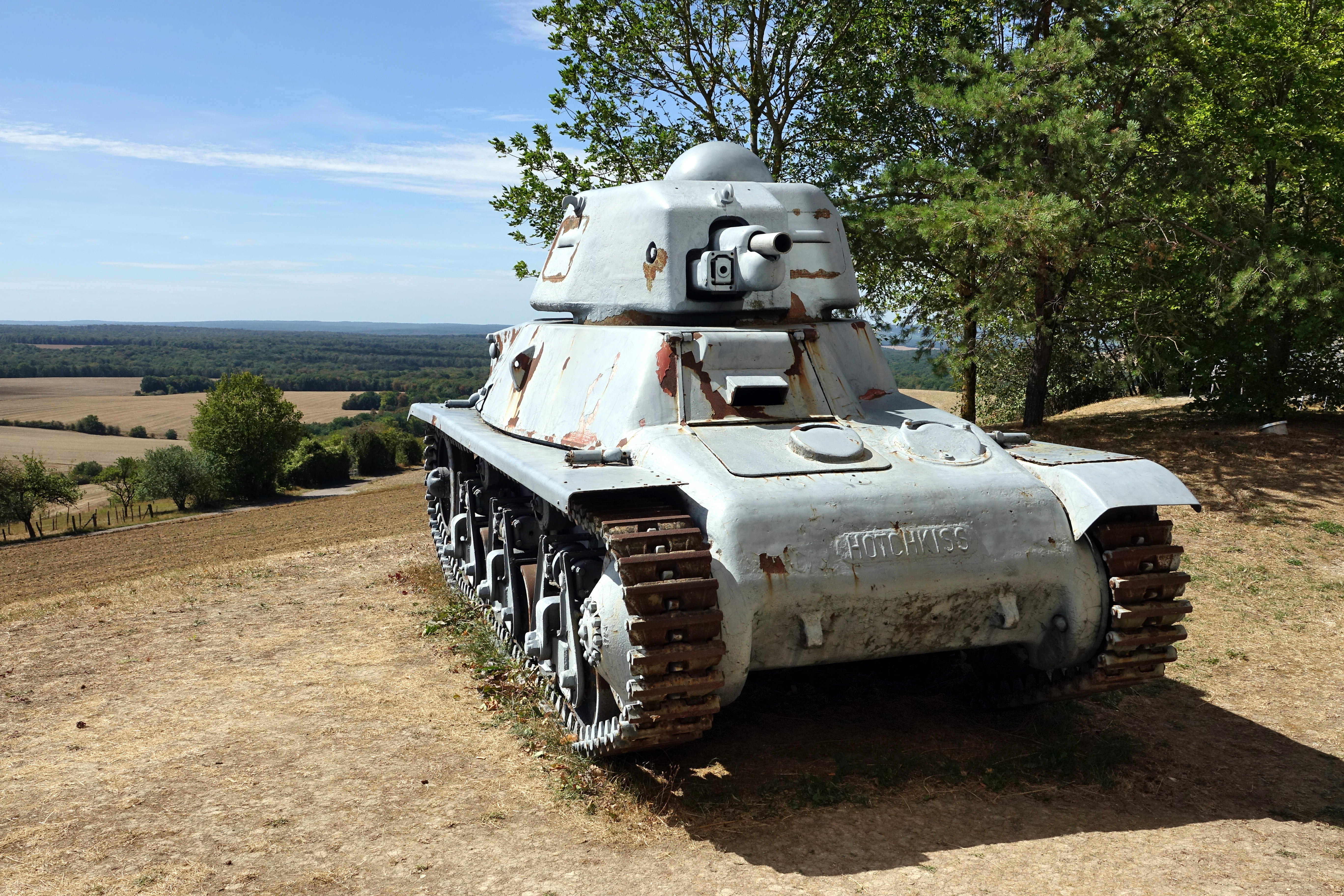
Hotchkiss H39
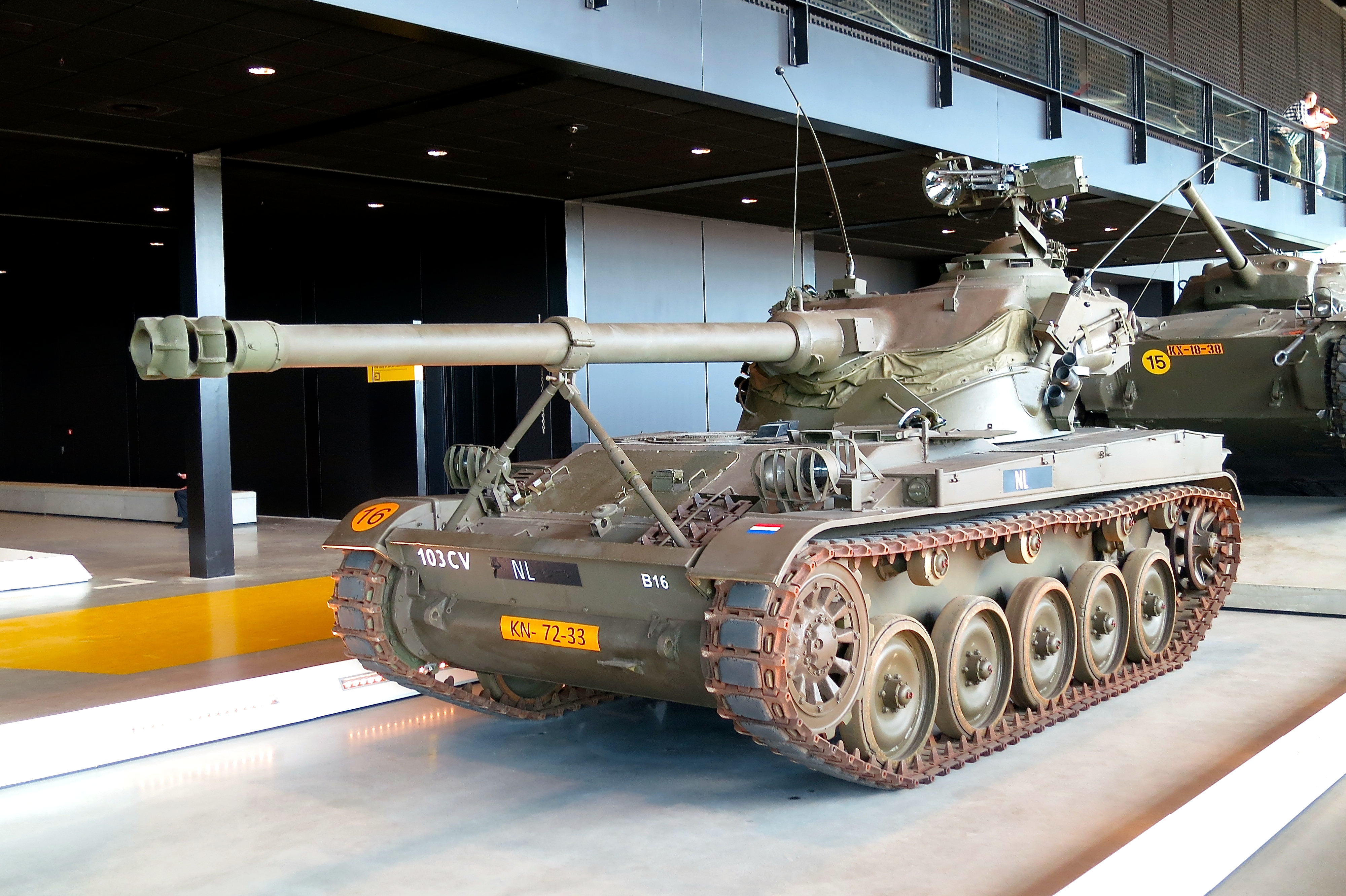
AMX-13
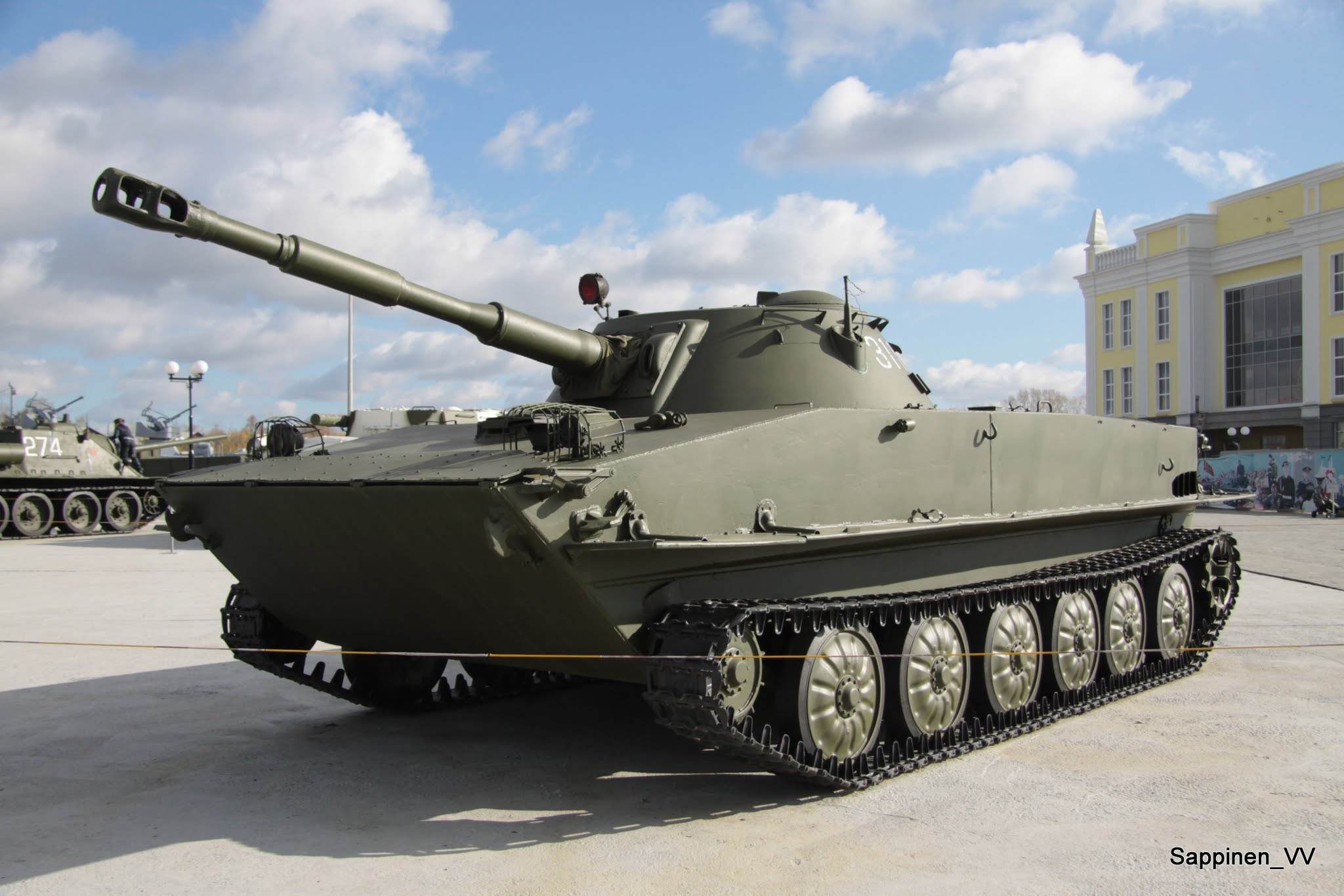
PT-76

## Galerie

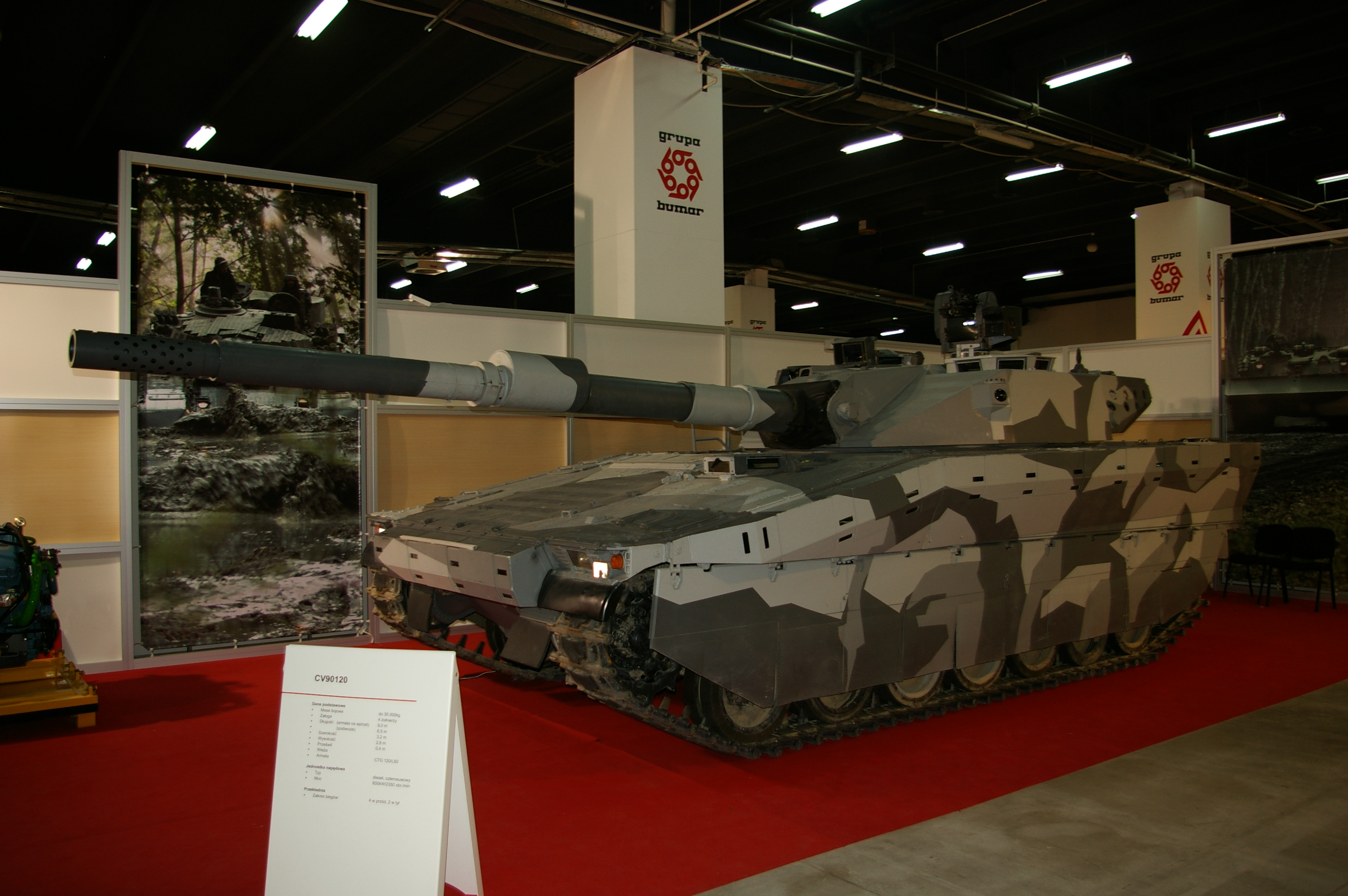
Prototype du CV90 120-T en char léger en 2007. En 2020, il n'a pas reçu de commande.